# Spessimetro

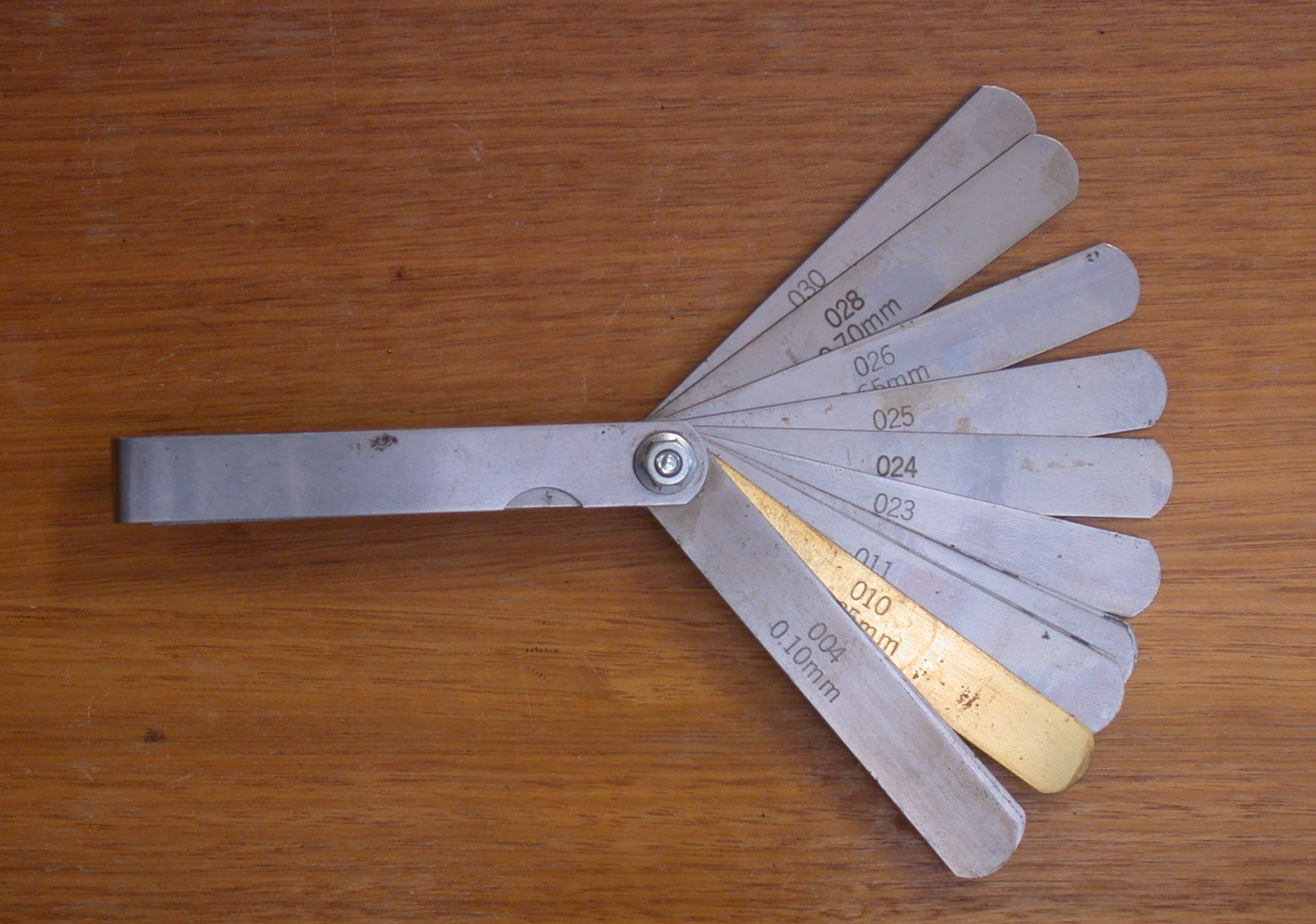
Spessimetro a lamine

Lo spessimetro è uno strumento di misura utilizzato nell'industria e nella tecnologia meccanica, in grado di misurare spessori.
Il termine è usato per indicare tipologie di strumenti anche molto differenti: sia quelli destinati a misure di spessore esterno (es. lastre, lamiere), sia quelli destinati a misure di spessore interno (es. cave, fessure).

## Spessimetri a lamine
Lo spessimetro a lamine è un calibro fisso costituito da una lamina di metallo realizzata con accuratezza ad un preciso spessore (spessore nominale). Normalmente vengono realizzate lamine con spessore nominale compreso tra 0.05 e 1 mm.
La precisione di questi strumenti non è molto elevata (raramente migliore di 0,01 mm) ed è facile rovinarli per abrasione o per piegatura.
Questo spessimetro è utilizzato:
- come riferimento di spessore noto (es. per la regolazione di giochi meccanici);
- per misurare lo spessore di quote interne di piccolo valore (es. cave e fenditure).

Come per i blocchetti pianparalleli, raramente vengono usati singolarmente, ma vengono forniti e utilizzati in serie più o meno numerose, costituite da lamine di diverso spessore, con progressioni aritmetiche che permettono di coprire il più ampio range possibile. Come per i blocchetti, possono essere combinati per realizzare calibri di spessore non presente nella serie.
Le serie vengono normalmente confezionate in pacchetti costituiti da una pila di lamine chiuse in una custodia rigida, a cui sono incernierate ad un estremo. Ruotando, la lamina fuoriesce dalla custodia, rendendosi disponibile all'utilizzo.
In commercio sono disponibili sia serie con spessori nominali metrici, che serie in unità imperiali britanniche.

### Struttura
Le lamine vengono realizzate per molatura, e sono in acciaio di alta qualità particolarmente flessibile (per poter essere facilmente accoppiate anche quando confezionate in pacchetti). Per ridurne l'usura, le lamine vengono preventivamente temprate o subiscono dei trattamenti superficiali d'indurimento (es. carburazione).
Esistono in commercio anche lamine in ottone che vengono utilizzate quando è necessario usare del materiale non magnetico (per esempio nella regolazione del posizionamento dei sensori magnetici). È necessario però tenere presente che questi spessimetri tendono a rovinarsi facilmente.
Allo spessimetro viene spesso data una sagoma rastremata e arrotondata ad un estremo per facilitare l'introduzione in fenditure ristrette.

## Spessimetri a filo
Si tratta di uno spessimetro che utilizza cilindri calibrati, che viene utilizzato negli stessi ambiti dello spessimetro a lamine, ma in cui è richiesto una maggiore attenzione per evitare graffi, che possono danneggiare l'oggetto misurato.

## Spessimetri a quadrante
Lo spessimetro a quadrante è uno strumento destinato alla lettura di quote esterne, destinato alla misura di pezzi di piccole dimensioni o alla lettura dello spessore di lastre o lamiere. Raramente questi strumenti eseguono letture di spessori superiori a 10 mm e con risoluzioni superiori a 0,01 mm. 
Strutturalmente questi spessimetri assomigliano ad un micrometro per esterni, dove però il dispositivo di lettura a vite/tamburo è sostituito da un più pratico comparatore. Il quadrante è calibrato per indicare zero quando i tastatori sono a contatto.
Lo spessimetro viene completato da un leverismo che permette all'operatore di muovere facilmente il tastatore mobile.

## Spessimetri ad ultrasuoni
Lo spessimetro ad ultrasuoni è uno strumento destinato alla lettura dello spessore di un pezzo realizzato in materiale uniforme.
Questi strumenti possono eseguire letture di spessori compresi tra 0,01 e 200 mm e con risoluzioni superiori a 0,01 mm. 
Questo tipo di spessimetro è particolarmente utile:
- quando si deve misurare lo spessore in punti distanti dal bordo del pezzo;
- quando vi è la necessità di misurare lo spessore in punti dove non è possibile accedere a tutte e due superfici esterne del pezzo.

Gli spessimetri ad ultrasuoni si compongono in due parti:
1. apparecchiatura di lettura, che comprende almeno
  1. il generatore di ultrasuoni;
  2. il condizionatore di segnale per il trasduttore;
  3. l'elaboratore della misura;
2. trasduttore ultrasonico, una testina che contiene almeno un cristallo piezoelettrico per la generazione e la lettura degli ultrasuoni.

### Principio di funzionamento
Il principio di funzionamento di questo tipo di spessimetro è lo stesso del SONAR: viene emesso un impulso sonoro ultrasonico e si rileva il ritardo dell'eco di ritorno; conoscendo la velocità del suono nel mezzo, si può calcolare la distanza dalla superficie che ha riflesso l'impulso sonoro.
Nel caso specifico lo spessimetro rileva l'eco di ritorno generata dalla superficie opposta rispetto a dove è stato posizionato il trasduttore ultrasonico.

### Accorgimenti nell'utilizzo
Un aspetto critico nell'utilizzo dello spessimetro ad ultrasuoni è la definizione della velocità del suono del materiale del pezzo da misurare.
Infatti ogni materiale ha una sua specifica velocità di propagazione del suono (per i metalli può variare tra 1500-6000 m/s).
Errori nella definizione di questa velocità, si ripercuotono direttamente nella precisione della misura.
Ci sono così due maniere per utilizzare lo strumento:
- Conoscere a priori la velocità di propagazione del suono (certificata da chi fornisce il materiale). In tal caso è sufficiente impostare correttamente lo strumento.
- Calibrare sperimentalmente lo strumento sullo stesso pezzo da misurare. Infatti, avendo a disposizione un bordo libero sul pezzo, è possibile regolare lo strumento su di esso, avendo preventivamente eseguito la misura con uno strumento tradizionale (es. un micrometro).

Un altro aspetto critico nell'utilizzo dello spessimetro ad ultrasuoni è che si possono effettuare letture corrette solo su spessori omogenei; la presenza di strati di materiale differente, intercapedini o soffiature, generano falsi echi e creano errori di lettura.